# Liparis carinatisepala
Liparis carinatisepala är en orkidéart som beskrevs av Johannes Jacobus Smith. Liparis carinatisepala ingår i släktet gulyxnen, och familjen orkidéer. Inga underarter finns listade i Catalogue of Life.